# Кукні
Кукні́ — село в Лакському районі Дагестану (Росія).
Наявність домусульманських захоронень свідчить про те, що село існувало ще до приходу арабів та прийняття ісламу.
Кукні — село просвітителів. В другій половині XIX століття тут відкрито мадресе.
В 1886 році в селі налічували 99 дворів, а в 1914 році тут мешкало 485 жителів. Найбільше господарств було — 120.